# ZNF143
La proteína 143 del dedo de zinc es una proteína que en humanos está codificada por el gen ZNF143.